# Scelorthus
Scelorthus is een geslacht van vlinders van de familie roestmotten (Heliodinidae), uit de onderfamilie Orthoteliinae.

## Soorten
- S. calcifera Walsingham, 1909
- S. pisoniella Busck, 1900